# Поперечная мышца груди
Поперечная мышца груди (m. transversus thoracis) рудиментарна. Она расположена с внутренней стороны грудной стенки. Сокращение мышцы способствует выдоху.
Ее пучки, расходясь веерообразно в стороны и кверху, отдельными зубцами прикрепляются к хрящам II—VI ребер. Нижние пучки этой мышцы следуют в горизонтальном направлении, прилегая к верхним пучкам поперечной мышцы живота. Средние пучки поперечной мышцы груди направлены косо снизу вверх и латерально, а верхние проходят почти вертикально снизу вверх.
Функция: поперечная мышца груди опускает ребра, участвует в акте выдоха.
Кровоснабжение: внутренняя грудная артерия.
Иннервация: межреберные нервы (ThI—ThVI).
Волокна собственных мыщц груди лежат в трёх пересекающихся направлениях. Такое строение упрочивает грудную стенку.